# Nazareno (Argentine)
Pour les articles homonymes, voir Nazareno.
Nazareno est une localité argentine située dans la province de Salta et dans le département de Santa Victoria.

## Accès
Pour se rendre sur place, il faut se rendre dans la ville de La Quiaca, puis se rendre en remises que l'on peut obtenir au marché central de la même ville. La localité est accessible via les routes provinciales 67, 69 et 145-S qui mènera à Nazareno afin que les touristes puissent connaître la culture des peuples indigènes dans toute son expression, ainsi que les paysages qu'offre le bord de la route, en traversant une partie de la Puna Jujuy, où l'on trouve plusieurs animaux typiques de cette zone, comme les guanacos, les lamas, etc.
Dans une partie de la route située dans la zone montagneuse, on monte jusqu'à l'Abra Fundición à 5 050 mètres d'altitude, puis on descend à 3 180 mètres d'altitude à travers la route en forme de corniche.

## Sismologie
La sismicité de la province de Salta est fréquente et de faible intensité, avec un silence sismique de séismes moyens à graves tous les 40 ans,.